# Софійський собор (Полоцьк)
Софійський собор (біл. Сафійскі сабор) — пам'ятка християнської сакральної архітектури в місті Полоцьку Білорусі розташована на високому правому березі річки Західна Двіна при впадінні до неї річки Полоти.

## Історія
Первісний собор зведений у середині XI століття за князювання Всеслава І Чародія.
У 1451-1501 роках перебудований на оборонний кшталт, укріплений чотирма кутовими циліндричними вежами з трьома ярусами бійниць і центральною гранчастою вежею з двома ярусами бійниць. У XVI столітті переходить до греко-католиків.
1607 — згорів. 1618 — після пожежі відбудований. 1643 — знову сталася пожежа.
11 липня 1705 року у Софійському соборі російським царем Петром I замордовано 6 греко-католицьких священиків і монахів. 1710 року підірваний російським військом.
У 1738—1750 роках відбудований у стилі віленського бароко Йоганом Кристофом Ґляубітцем. У 1839 р. — у ньому відбувався Полоцький собор.
Пам'ятка відреставрована у 1970-х роках. У 1985 році у соборі встановлено новий орган роботи чеських майстрів. Нині в соборі розташований музей, із концертною залою з органом.

## Архітектура
Полоцький Софійський собор був першим мурованим храмом на території нинішньої Білорусі. Збудований у другій половині XI століття, у часи розквіту незалежного Полоцького князівства. Перебудований у часи найбільших сутичок із Московією, як оборонна церква, що на зразок вежі-донжону став ключовим пунктом оборони міста. Після добудови чотирьох наріжних веж, Софія перетворилася на взірець для оборонних церков усього Великого князівства Литовського.

## Галерея

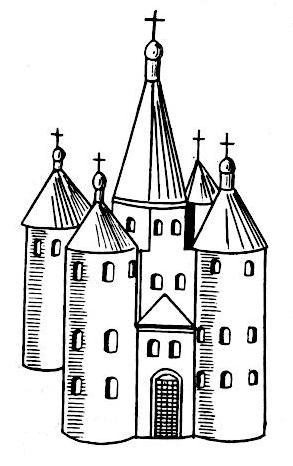
Софійський собор, гравюра XVI століття
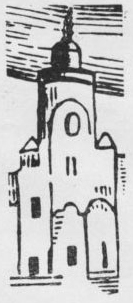
Софійський собор, гравюра XVI століття
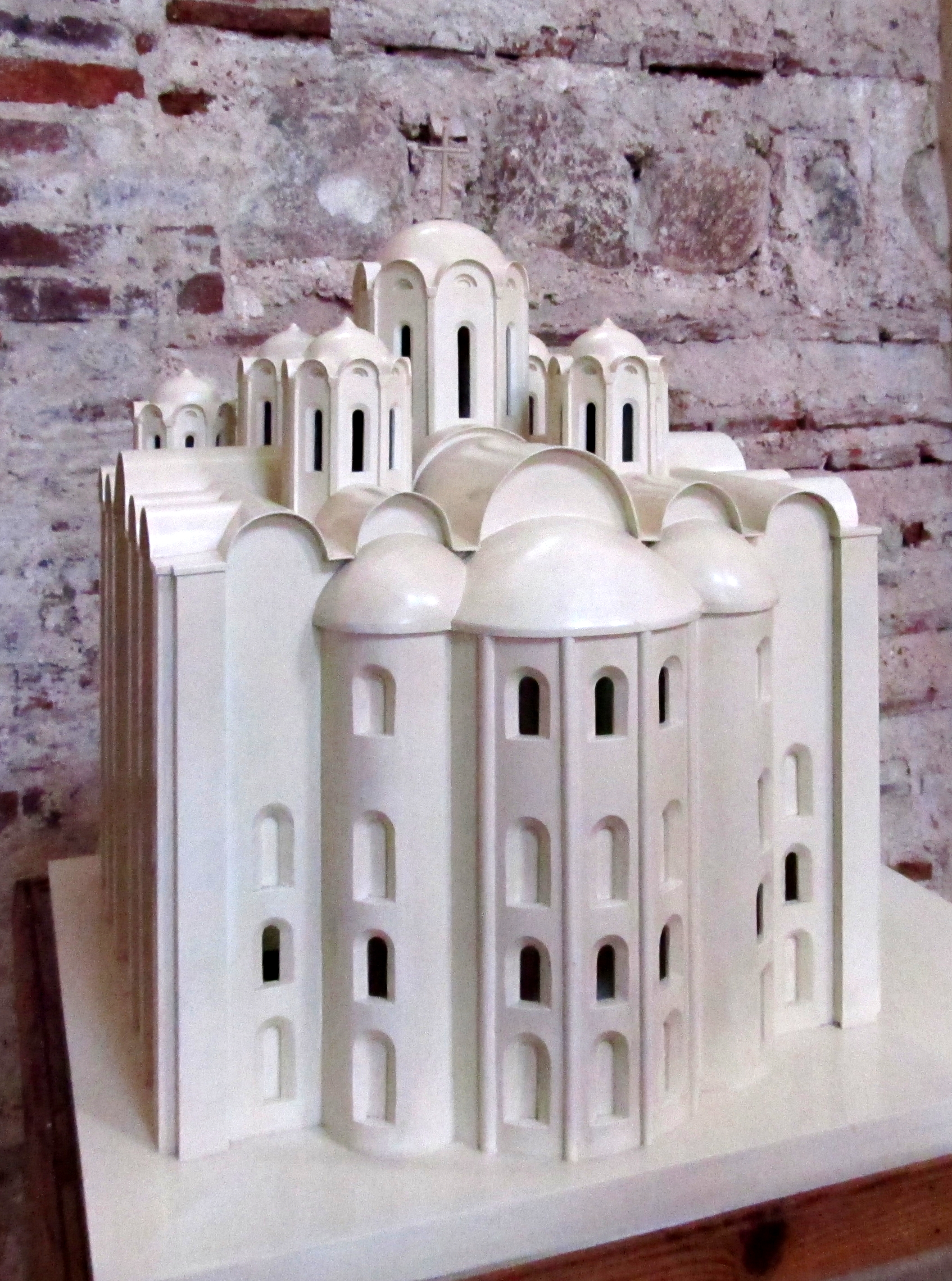
Макет первинного вигляду собору
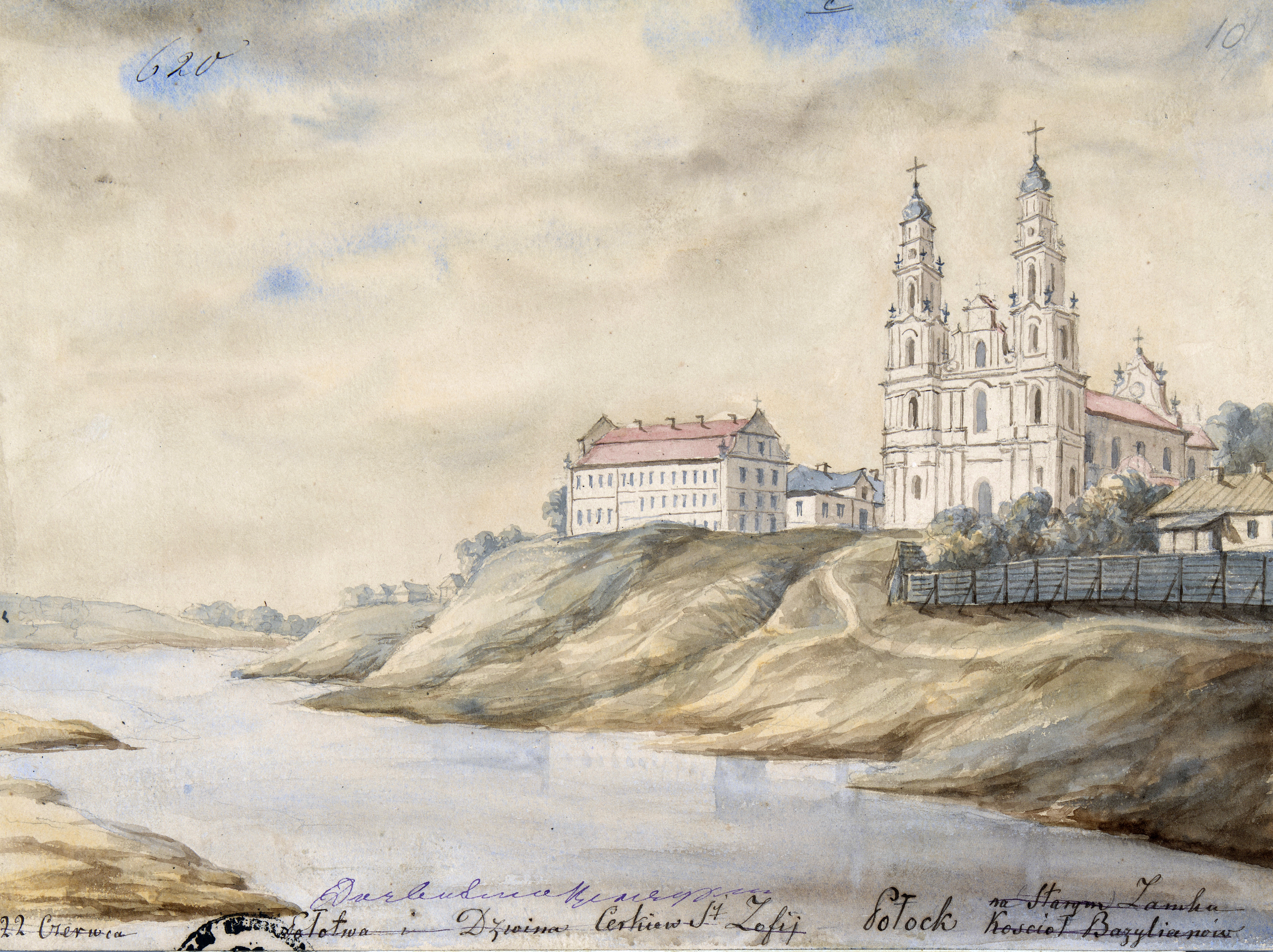
Наполеон Орда. Софія Полоцька. XIX ст.
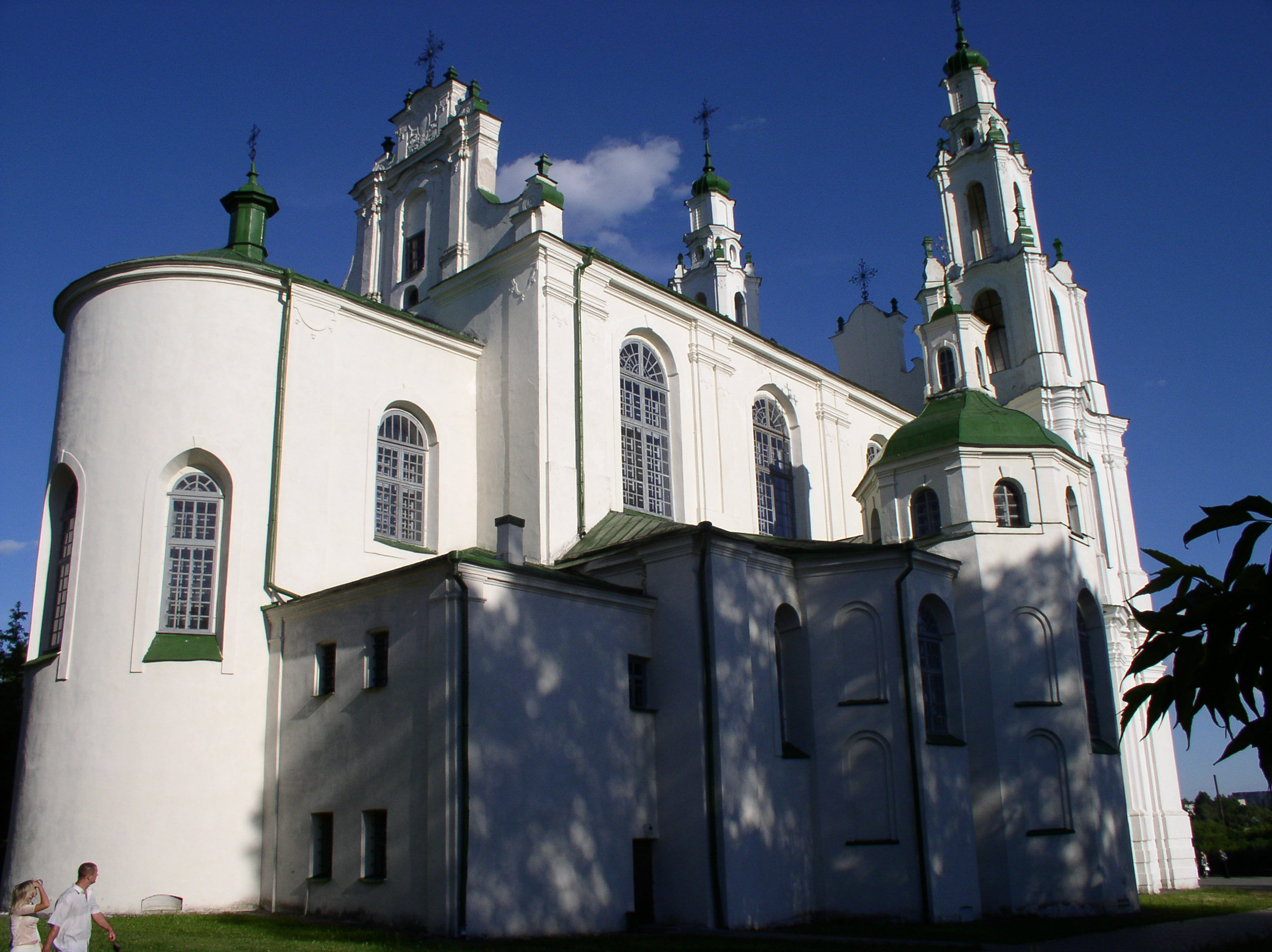
Вид вівтарної частини
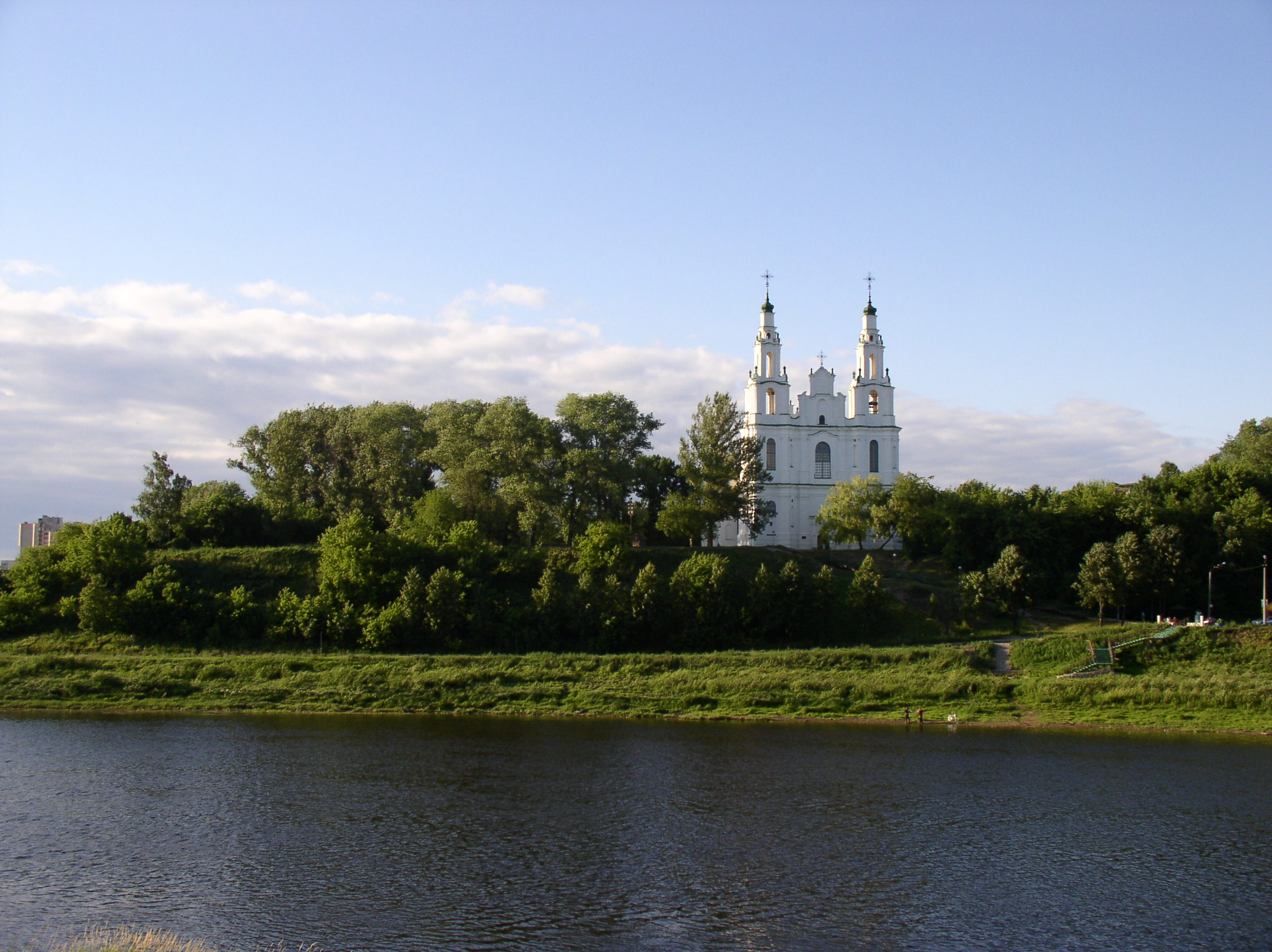
Загальний вигляд
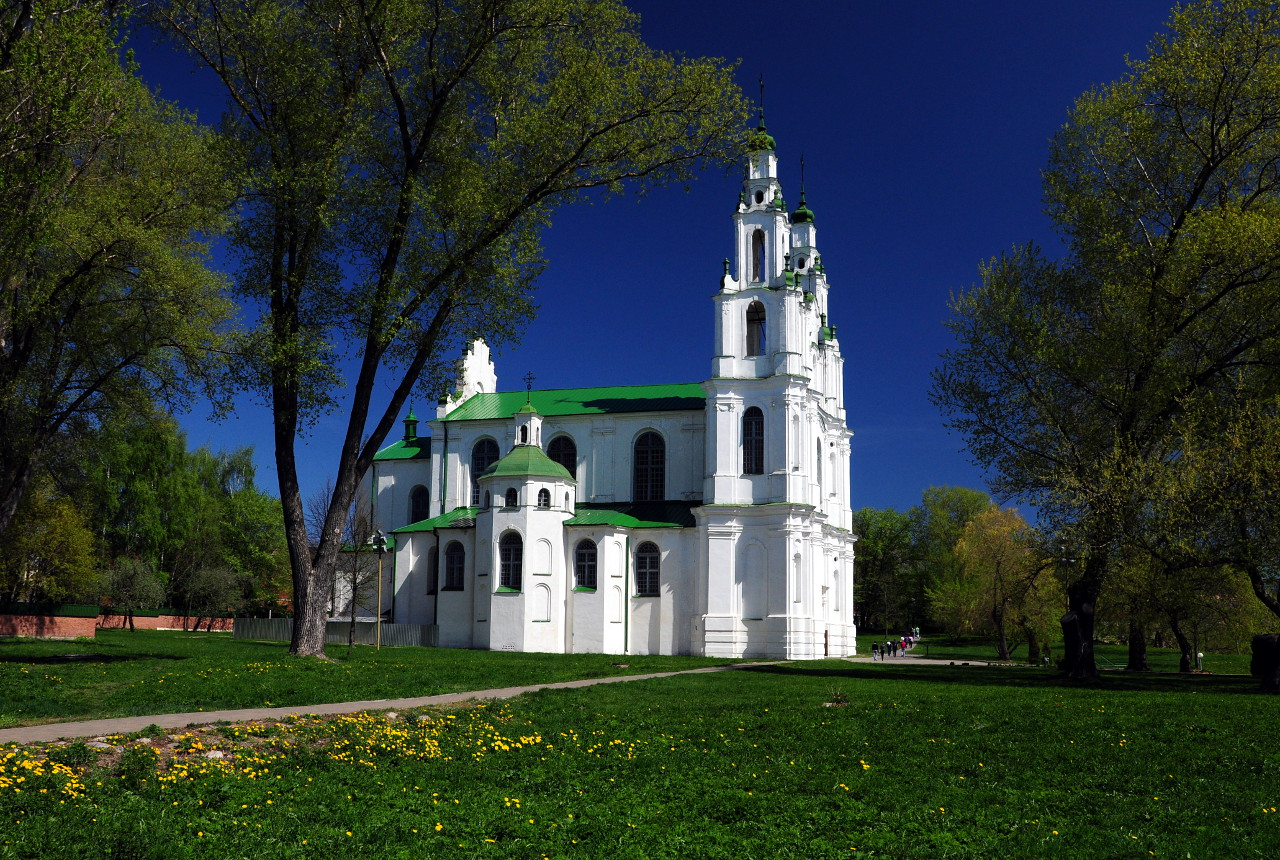
Загальний вигляд
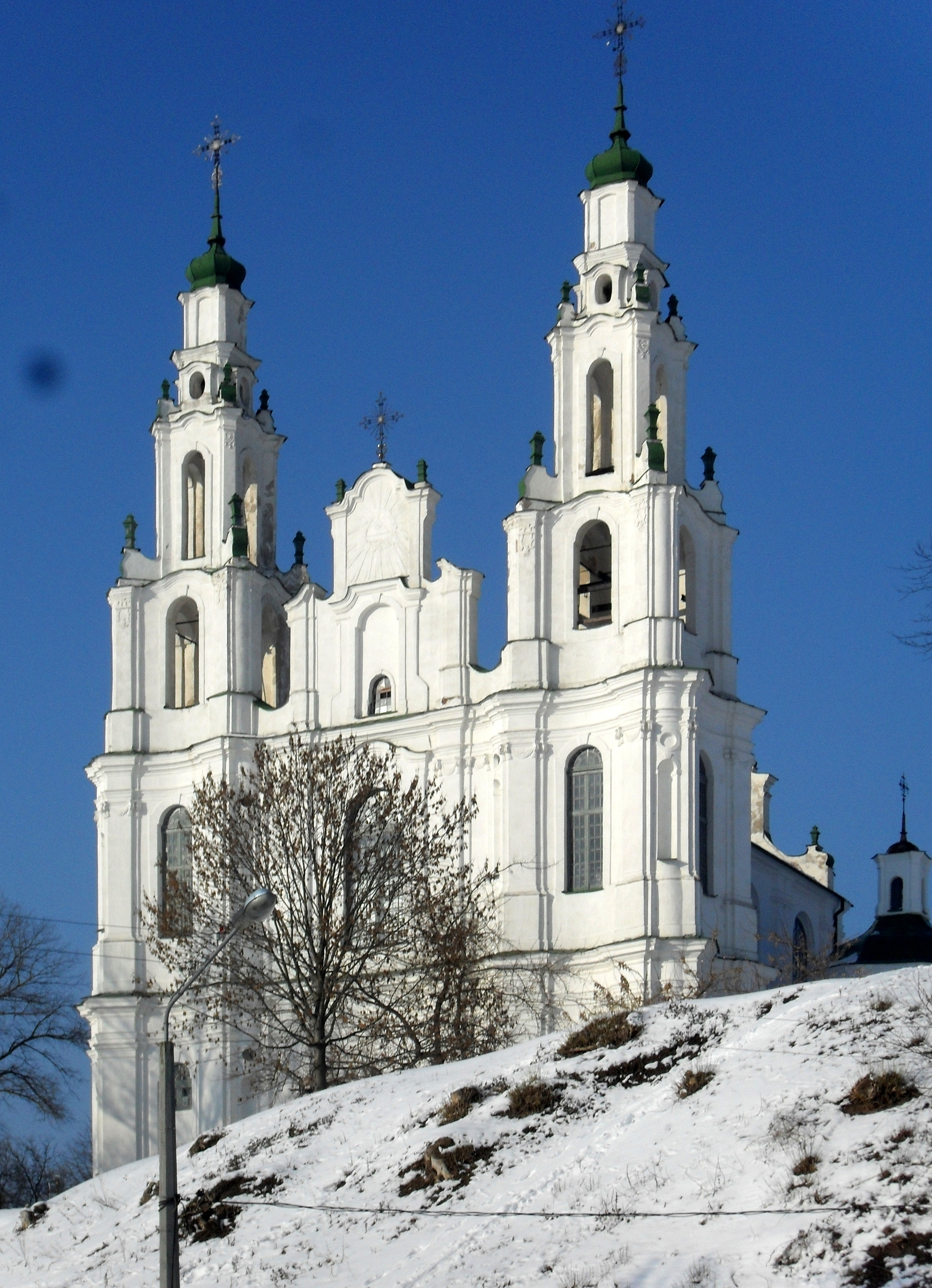
Фасад
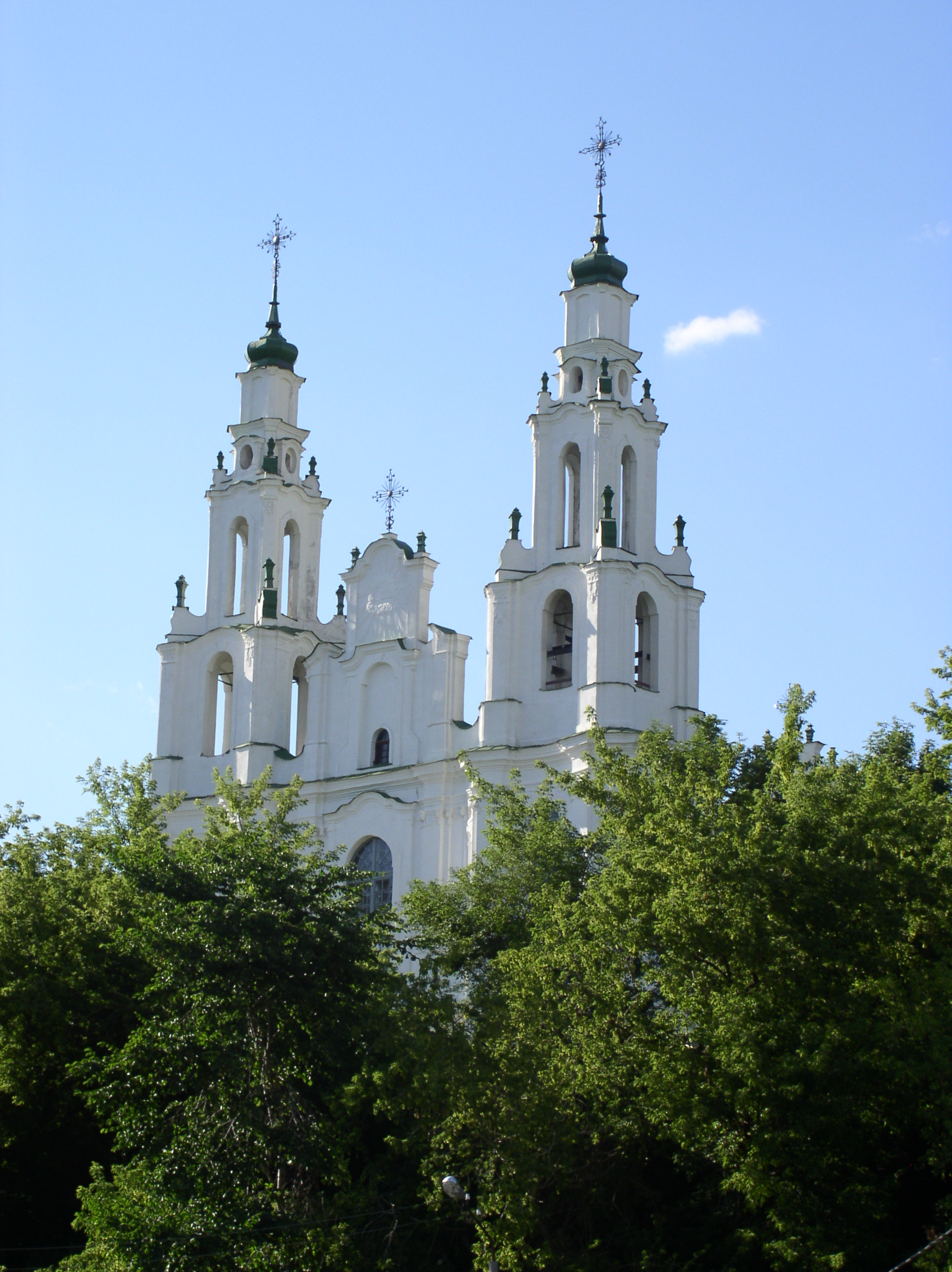
Фасад
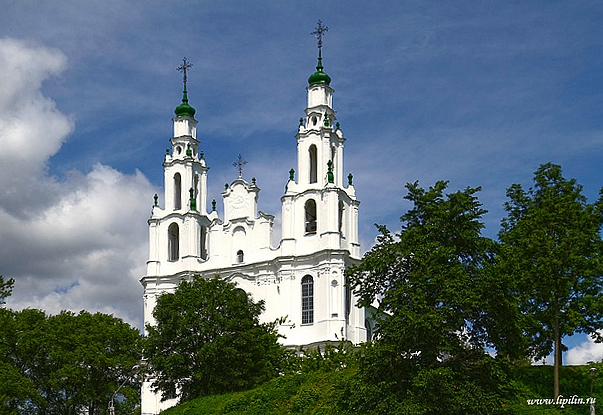
Фасад
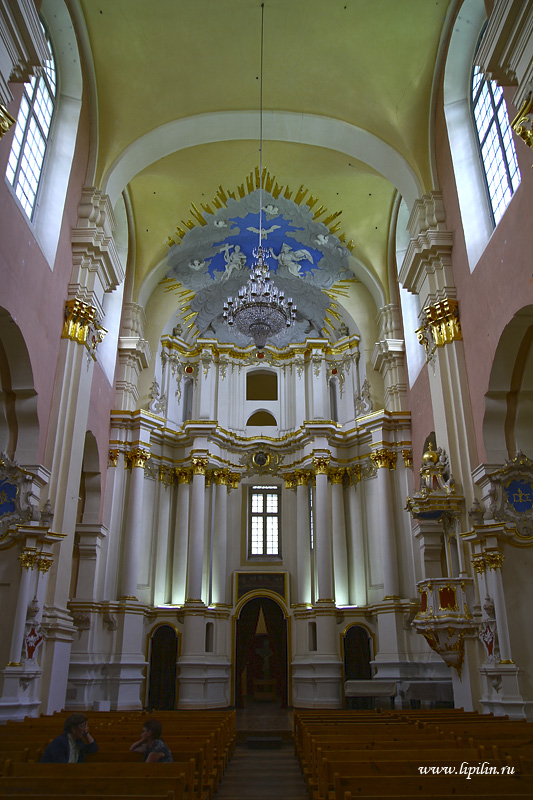
Внутрішнє вбрання
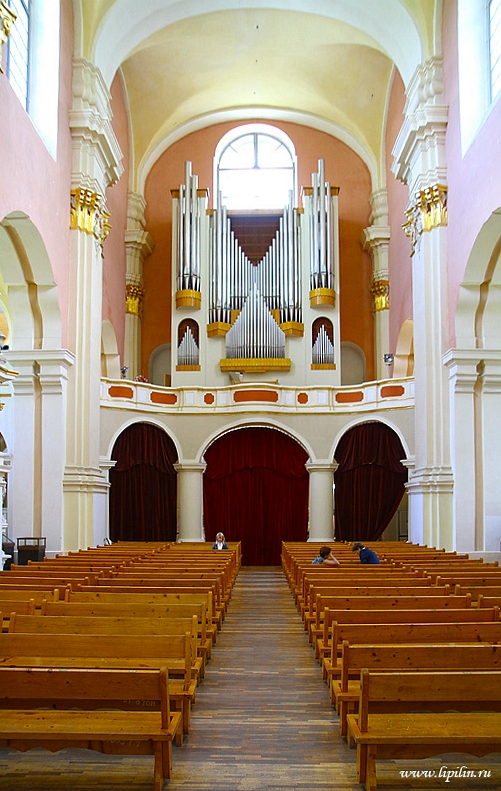
Хори
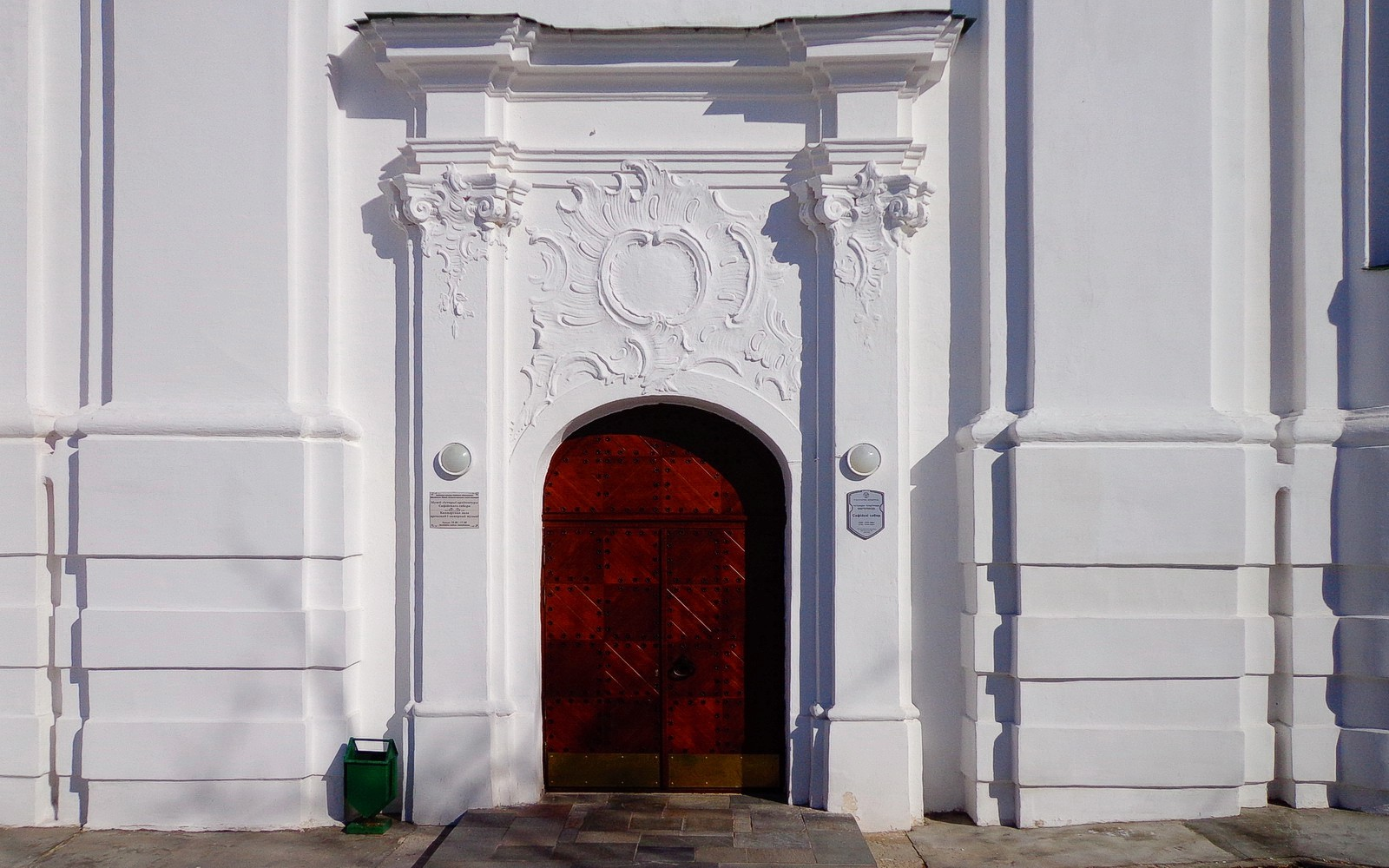
Вхід
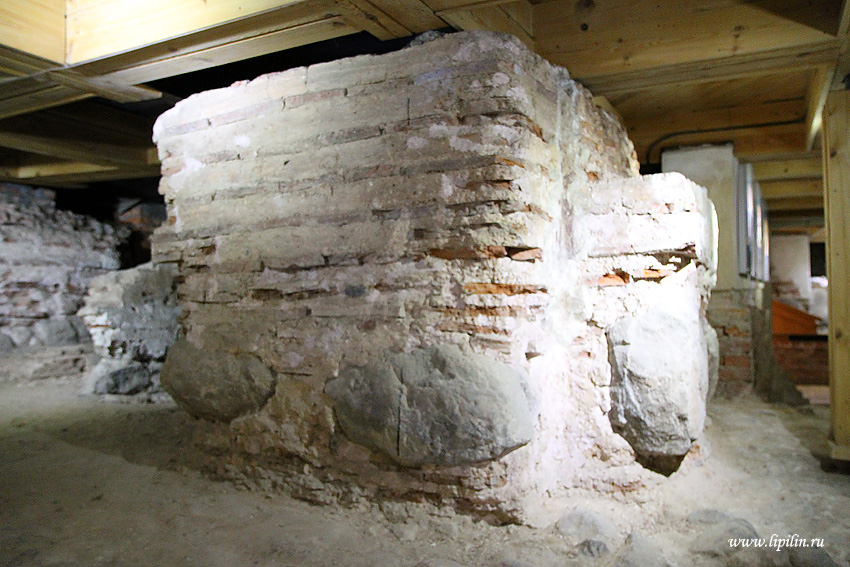
Залишки первинного собору
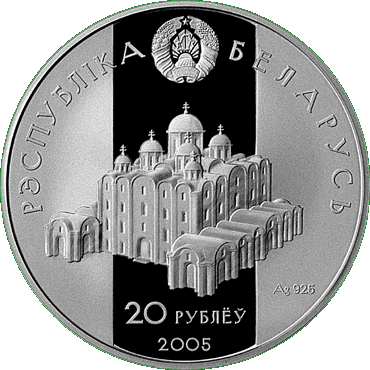
Ювілейна монета з зображенням собору